# Christophe François Calla
 (novembre 2013).
Si vous disposez d'ouvrages ou d'articles de référence ou si vous connaissez des sites web de qualité traitant du thème abordé ici, merci de compléter l'article en donnant les références utiles à sa vérifiabilité et en les liant à la section « Notes et références ».
Pour les articles homonymes, voir Calla.
Christophe-François Calla (6 février 1802 à Paris – 24 février 1884 à Nice), est un ingénieur et industriel français.

## Biographie
Il est le fils de François-Étienne Calla (1762-1836). Il épousa Jeanne-Clélia Rey, fille d’un trésorier-payeur général des armées de l’Empire. Ils eurent six enfants : Marthe Louise Marie, Adélaïde Marie Louise Antoinette, Marie Louise Adélaïde Sophie, Henri François Louis Marie, Louis Marie Pierre François Calla (avocat et député royaliste de la Seine de 1883 à 1885) et Nicolas Albert.
Christophe François Calla fut chargé à l’âge de 23 ans de la réorganisation de la manufacture d'armes de Châtellerault. Il prit la suite de son père à la direction des usines Calla en 1835 et poursuivit le développement de l’entreprise familiale en se concentrant davantage sur l’activité de fonderie industrielle et de fonderie d’art. Désormais installées rue de Chabrol à La Chapelle (actuellement rue Philippe-de-Girard), les usines Calla participèrent aux plus grands chantiers de la ville de Paris telle que la construction de l’église de la Madeleine, la réunification des architectures constituant le Palais des Tuileries et celui du Louvre (charpente métallique), la Bibliothèque Sainte-Geneviève. En 1844, il est primé pour une fontaine, des vases, des grilles. 
Il était ami avec Jacques Hittorff, ce qui lui vaut de réaliser les fontes des églises Saint-Vincent-de-Paul, Notre-Dame de Lorette, la Madeleine. Il devint fondeur pour des artistes tels que James Pradier et son élève Antoine Étex. Il prit en charge la fonte de l'Amazone du Cirque d'été, historiquement installé au Rond-point des Champs-Élysées, dont une copie fondue également par Calla demeure aujourd'hui sur le fronton du Cirque d'hiver. Il fut le fondeur de la statue de Saint-Louis sculptée par Antoine Étex ou encore la reproduction de la statue de David d'Angers représentant Gutenberg, dont l'originale est à Strasbourg et la copie dans la cour d'honneur de l'Imprimerie nationale à Paris. Il produisit par ailleurs de nombreuses copies d’œuvres d’art en fonte ou en régule. Il demeure aujourd’hui neuf pots à feu ou vases de type Médicis sur le Parterre du Midi du Château de Versailles. 
Lors de l'expédition une grande composition de M. Fratin, représentant deux aigles qui s’abattent sur leur proie est nettement distinguée. "On a distingué surtout une grande composition de M. Fratin, représentant deux aigles qui s’abattent sur leur proie. Ce groupe a été fondu par M. Calla, de Paris, dont la réputation comme un de nos premiers fondeurs de fer et de bronze est si bien établie, qu’elle nous dispense de tout éloge à son égard. (La fonderie française à l'exposition du Crystal Palace - Rapport sur l'exposition de 1851: XXIIe jury) Cette sculpture se trouve probablement aujourd'hui à Central Park." 
En 1852, il développe une nouvelle spécialité des usines de mécanique en étant le premier en France à créer une locomobile, machine à vapeur à double effet utilisée dans l’agriculture et l’industrie. La locomobile permet d'entrainer des batteuses dans les champs et des chaines de production. En 1868, il céda ses usines aux familles Chaligny (Faidherbe-Chaligny) et Guyot Sionnest.
Il est l'un des fondateurs du Comptoir national d'escompte de Paris et fut membre du Conseil général des manufacturiers et du Conseil d'administration de la Société d'encouragement pour l'industrie nationale.
Il fut conseiller municipal de La Chapelle, où étaient installées ses usines.

## Décoration
Il fut décoré chevalier de l'ordre de la Légion d'honneur en 1843.